# Gogoșari
Gogoşari é uma comuna romena localizada no distrito de Giurgiu, na região de Muntênia. A comuna possui uma área de 120.68 km² e sua população era de 2008 habitantes segundo o censo de 2007.